# یو هیامی
یو هیامی (انگلیسی: Yu Hayami؛ زادهٔ ۲ سپتامبر ۱۹۶۶) بازیگر، صداپیشگی در ژاپن، خواننده، و شخصیت‌های تلویزیونی در ژاپن اهل ژاپن است.